# Związek Kolejowych Pracowników Drogowych
Związek Kolejowych Pracowników Drogowych (ZPDr) − jedna z działających w okresie międzywojennym w środowisku pracowników kolejowych organizacji związkowych, powstała na zjeździe w 1925 w Grudziądzu, w 1935 przeniesiona do Warszawy. Zbliżona była do kół sanacyjnych. W ostatnim okresie skupiała członków w 250 kołach, w 8 okręgach.

## Prezesi
- 1935[1]–1939 - Stanisław Skupin

## Media
Organem związku był mies. Kolejarz-Drogowiec (1926-1939), wydawany początkowo w Toruniu.